# Religion dans les séries télévisées
La représentation de la religion dans les séries télévisées a évolué depuis les débuts de la télévision et connaît depuis les années 2010 un regain de popularité. Dans les médias, l'utilisation de la religion a auparavant souvent eu un caractère comique, comme dans Les Aventures de Rabbi Jacob ou Sister Act mais a changé pour coller à une représentation plus fidèle sur la réalité des institutions religieuses, avec leur vie quotidienne, leurs tabous et les polémiques actuelles qui peuvent exister (comme Ainsi soient-ils sur de jeunes séminaristes français ou Mekimi sur une star de la télévision israélienne qui devient ultra-orthodoxe). D'autres séries mettent en avant des évènements fondateurs des religions (comme The Bible sur la vie de Jésus).  

## Séries télévisées

### Allemagne
- Le Cinquième Commandement (2007 - 2009)

### États-Unis
- Mysterious Ways : Les Chemins de l'étrange (2000-2002)
- True Detective (depuis 2014)
- The Bible (2013)

### France
- Ainsi soient-ils (depuis 2012)

### Israël
- Mekimi (2014)
- Shtisel (depuis 2013)